# 地球!朝一番
『地球!朝一番』（ちきゅう あさいちばん）は、1989年4月3日から1991年3月29日までTBS系列局ほかで放送されたTBS制作の早朝の情報番組。一部の系列局では放送されなかった一方で、日本テレビ系列局の南海放送でも放送されていた。また、1990年9月24日よりサービス放送を開始したチューリップテレビ（当時の正式な局名は『テレビユー富山』）にとっては、最初に放送した番組でもある。

## 概要
日本時間午前6時で取引を終えるニューヨークの株式・為替相場の情報なども盛り込むなど、国内ニュースと海外経済情報を2本柱とした、当時では新機軸の番組であった。

## 放送時間
- 月曜 - 金曜 6:00 - 6:25 （1989年4月 - 1989年9月） - 6:25枠で『ナイスプレー!!ライオンズ』が放送再開に伴い5分縮小。
- 月曜 - 金曜 6:00 - 6:30 （1989年10月 - 1990年3月）
- 月曜 - 金曜 6:00 - 6:25 （1990年4月 - 1990年9月） - 6:25枠で『ナイスプレー!!ライオンズ』が放送再開に伴い5分縮小。
- 月曜 - 金曜 6:00 - 6:30 （1990年10月 - 1991年3月）

## 出演者

### メインキャスター
- 嶌信彦
- 海江田万里
- 大谷昭宏
- 大桃美代子
- 有村かおり
- 平野陽子
- 渡辺真理
- 黒沢桂子

## 放送局
特筆の無い限り全て同時ネット
- TBS
- 北海道放送
- 東北放送
- テレビユー福島
- 新潟放送（1989年10月2日放送開始）[3]
- 信越放送
- テレビ山梨
- 静岡放送（1989年10月に『朝一番!SBSニュースワイド』の次番組扱いで放送開始）
- チューリップテレビ（開局当日の1990年10月1日から。厳密にはサービス放送初日の同年9月24日から[2]）
- 北陸放送（1990年4月2日放送開始[4]）
- 中部日本放送（現・CBCテレビ）
- 山陽放送（現・RSK山陽放送）
- 中国放送
- 南海放送（日本テレビ系列）
- RKB毎日放送
- 熊本放送
- 大分放送
- 南日本放送

## 関連番組
- はやおきワイド530 - 当番組の放送時期に毎日放送で放送されていた情報番組。テレビ山口でもネットされていた。